# Sporobolus uniglumis
Sporobolus uniglumis är en gräsart som beskrevs av Sydney Margaret Stent och James McFarlane Rattray. Sporobolus uniglumis ingår i släktet droppgräs, och familjen gräs. Inga underarter finns listade i Catalogue of Life.